# Mauritia carana
Mauritia carana (nome comum: caraná) é uma palmeira da América do Sul.

## Nomes comuns
- buriti-mirim, muhí, caraná-do-mato, miritirama, caranã no Brasil
- canangucha de sabana, canangucha paso, muhi-nyu, puy na Colômbia
- aguaje, aguaje de varillal no Perú